# Tlučná
Tlučná település Csehországban, a Észak-plzeňi járásban. Tlučná Nýřany, Líně, Kozolupy, Myslinka, Vochov és Vejprnice településekkel határos. Lakosainak száma 3357 fő (2024. január 1.).

## Népesség
A település lakosságának változását az alábbi diagram mutatja:
| Lakosok száma | 571  | 1355 | 1843 | 2680 | 2432 | 3036 | 3233 | 3272 | 3295 | 3357 |
|               | 1869 | 1900 | 1921 | 1961 | 1980 | 2011 | 2016 | 2019 | 2021 | 2024 |